# John Thierry
John Fitzgerald Thierry (Houston, 4 settembre 1971 – 24 novembre 2017) è stato un giocatore di football americano statunitense che ha militato nel ruolo di defensive end nella National Football League (NFL).

## Biografia
Al college, Thierry giocò a football alla Alcorn State University. Fu scelto come 11º assoluto nel Draft NFL 1994 dai Chicago Bears. Vi giocò per cinque stagioni dopo di che fu scelto dai Cleveland Browns Draft del 1999. Nella sua unica stagione nell'Ohio mise a segno un record in carriera di 7 sack. Chiuse la carriera con i Green Bay Packers (2000-2001) e gli Atlanta Falcons (2002).
Thierry è scomparso nel 2017 all'età 46 anni per un attacco cardiaco.

## Statistiche
| Partite totali      | 131  |
| Partite da titolare | 70   |
| Tackle              | 158  |
| Sack                | 33,5 |